# Stazione di Zogno
Stazione di Zogno 1966-ban bezárt vasútállomás Olaszországban, Lombardia régióban, Zogno településen.

## Vasútvonalak
Az állomást az alábbi vasútvonalak érintették:
- Bergamo–Piazza Brembana-vasútvonal

## Kapcsolódó állomások
A vasútállomáshoz az alábbi állomások vannak a legközelebb:
- Brembilla-Grotte railway station
- Ambria-Fonte Bracca railway station